# Racek kamčatský
Racek kamčatský (Larus schistisagus) je středně velkým východoasijským druhem racka ze skupiny „velkých bělohlavých racků“.

## Popis
Dospělí ptáci se poněkud podobají racku žlutonohému; mají bílou hlavu, tělo a ocas, tmavošedý hřbet, tmavošedá křídla s černými špičkami a bílými skvrnami u špičky krajních 1-2 letek. Nohy jsou růžové, zobák je žlutý s červenou skvrnou u špičky. V zimě je hlava a krk tmavě proužkovaná. Mladí ptáci jsou celkově hnědavě zbarvení.

## Výskyt
Racek kamčatský hnízdí na pobřeží východní Asie od Čukotky po severní Japonsko, s největšími koloniemi na Kamčatce. Stálý druh, část ptáků zaletuje po jižní Čínu a Tchaj-wan, pravidelně také na Aljašku. Zatoulaní ptáci byli zaznamenáni ve vnitrozemí Severní Ameriky (po Texas) a na Havajských ostrovech. V listopadu 2008 byl poprvé pozorován v Evropě (Litva).

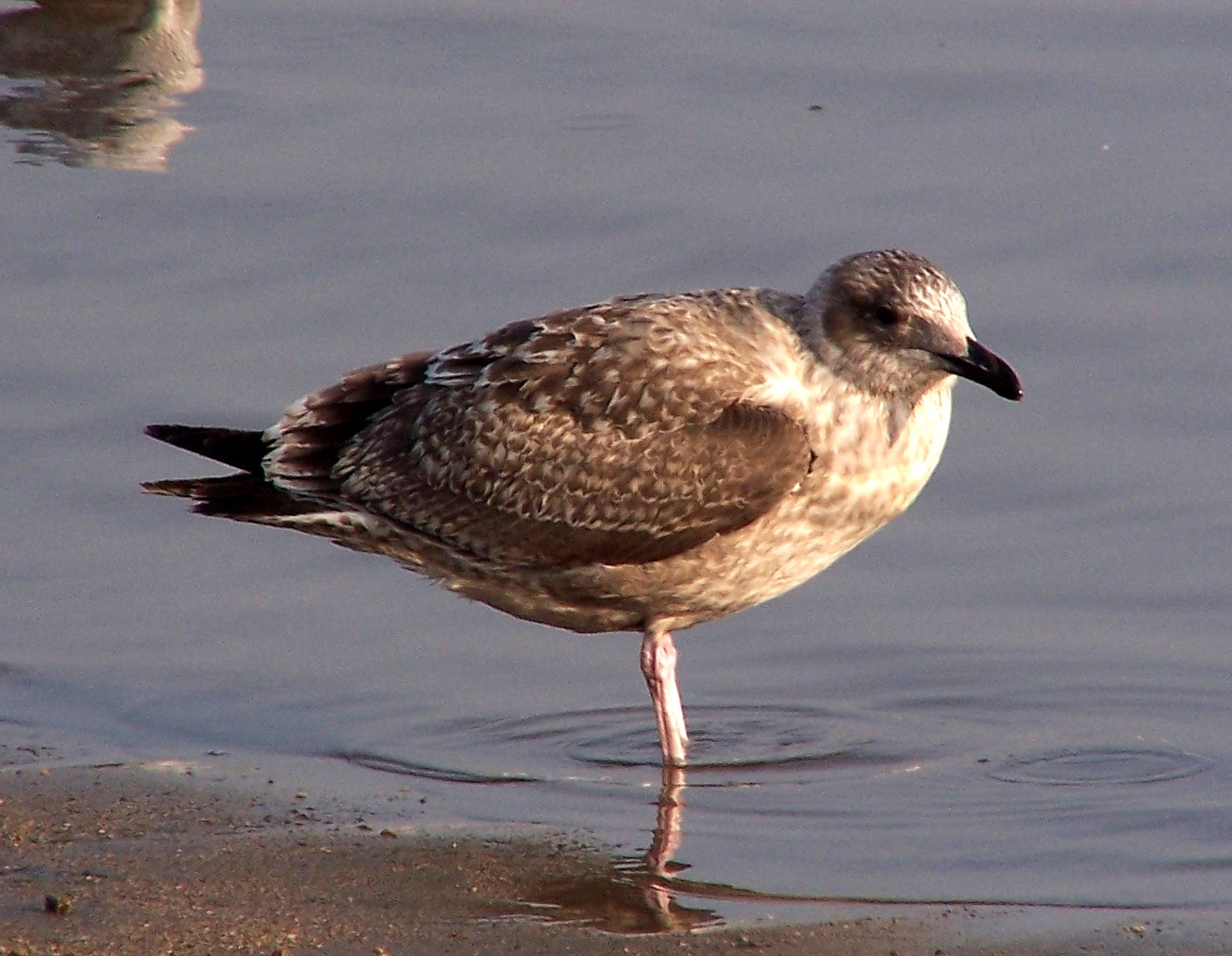
Jednoletý pták
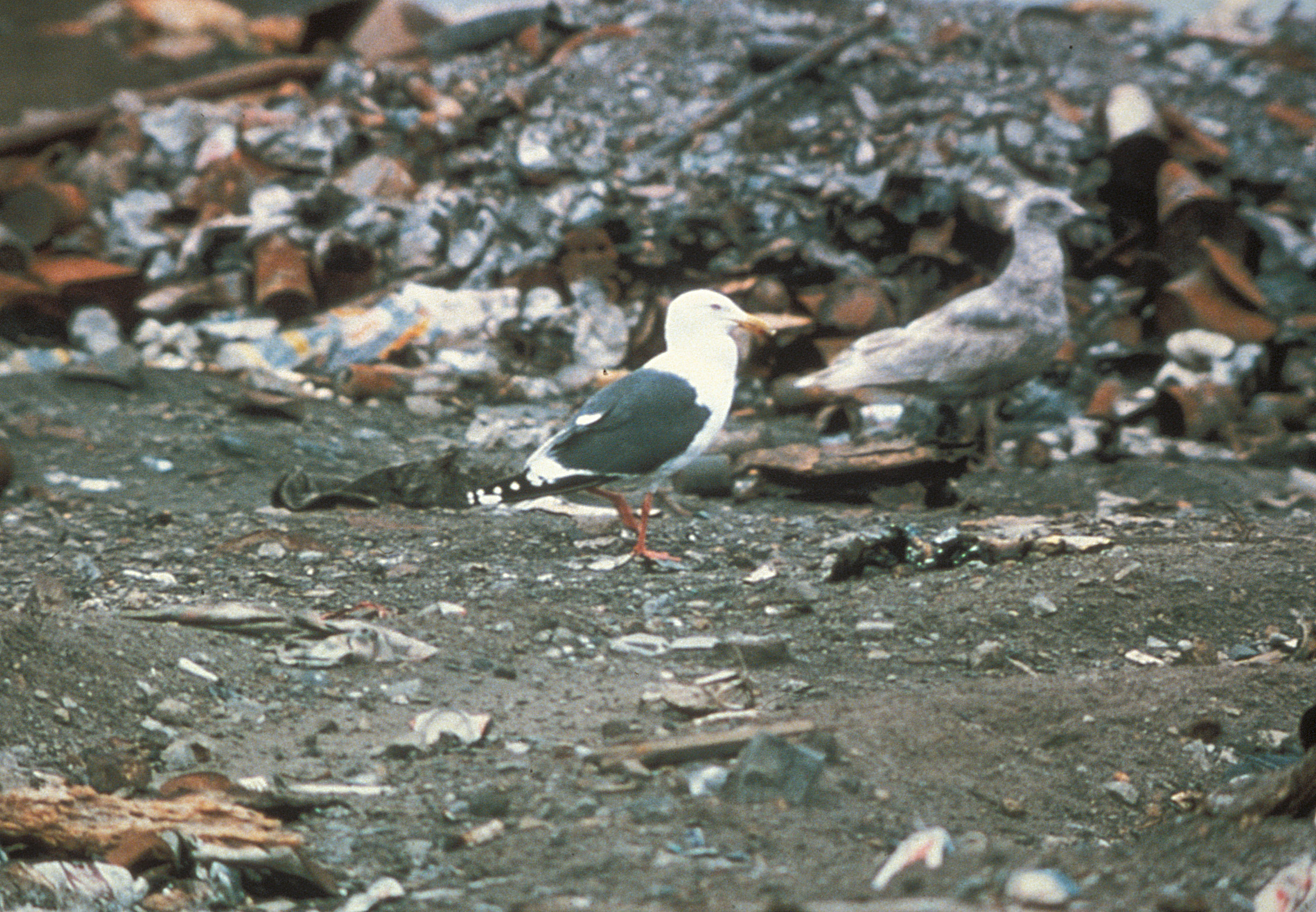
Dospělý pták, Aljaška